# Забытые Богом
«Забы́тые Бо́гом» (англ. Godless) — американский драматический мини-сериал, созданный Скоттом Фрэнком. Производство семи эпизодов телесериала стартовало в Санта-Фе в сентябре 2016 года. Релиз сериала состоялся 22 ноября 2017 года на Netflix.
Действие происходит в 1884 году. Зловещий бандит, Фрэнк Гриффин, терроризирует дикий Запад в поисках своего приёмного сына и одновременно бывшего партнёра Роя Гуда, которого внезапно замучила совесть и он сбежал от Фрэнка с награбленным с последнего налёта. Поиски приводят Фрэнка к тихому городку Ла Белль, в котором, в силу обстоятельств, живут одни женщины.

## В ролях

### Основной состав
- Джек О'Коннелл — Рой Гуд[4]
- Джефф Дэниэлс — Фрэнк Гриффин[5]
- Мишель Докери — Элис Флетчер[6]
- Скут Макнейри — Билл Макнью[3]
- Томас Броди-Сангстер — Уайти Уинн[7]
- Мерритт Уивер — Мэри Агнес Макнью
- Джереми Бобб — А. Т. Григг[7]
- Уитни Эйбл — Анна Макнью[8]
- Саманта Сул — Шарлотта Темпл[8]

### Второстепенный состав
- Роб Морган — Джон Рэндалл[9]
- Сэм Уотерстон — Джон Кук[3]
- Ким Коутс — Эд Логан[3]
- Обри Мур — Сара Дойл[3]
- Кристиана Сидел — Марта[3]
- Рэнди Оглсби — Аса Леопольд[3]
- Джастин Уэлборн — Флойд Уилсон[3]
- Кристофер Фицджералд — Дж. Дж. Валентайн[3]
- Эрик Ларэй Харви — Элиас Хоббс
- Джессика Сула — Луиза Хоббс
- Джулиан Грей — Уильям Макнью
- Эли Агирнас — Николас Густафсон

## Награды и номинации
- 2018 — три премии «Эмми»: лучшая актриса второго плана в мини-сериале или телефильме (Мерритт Уивер), лучший актёр второго плана в мини-сериале или телефильме (Джефф Дэниелс), лучшая оригинальная музыка для заставки (Карлос Рафаэль Ривера). Кроме того, сериал получил 9 номинаций: лучший мини-сериал, лучшая режиссура для мини-сериала или телефильма (Скотт Фрэнк), лучший сценарий для мини-сериала или телефильма (Скотт Фрэнк), лучшая актриса в мини-сериале или телефильме (Мишель Докери), лучшая музыка для мини-сериала или телефильма (Карлос Рафаэль Ривера), лучшая операторская работа для мини-сериала или телефильма (Стивен Майцлер), лучший кастинг для мини-сериала или телефильма, лучший монтаж звука для мини-сериала или телефильма, лучшие причёски для мини-сериала или телефильма.
- 2018 — три номинации на премию «Выбор критиков»: лучший мини-сериал, лучший актёр в мини-сериале или телефильме (Джек О'Коннелл и Джефф Дэниелс).
- 2018 — номинация на премию Гильдии киноактёров США за лучшую мужскую роль в мини-сериале или телефильме (Джефф Дэниелс).
- 2018 — номинация на премию Гильдии сценаристов США за лучший оригинальный сценарий — длинная форма (Скотт Фрэнк).
- 2018 — номинация на премию Гильдии режиссёров США за лучшую режиссуру для мини-сериала или телефильма (Скотт Фрэнк).